# Gallertlager-Gelbgrünalge
Die Gallertlager-Gelbgrünalge (Chlorosaccus fluidus) ist eine im Süßwasser vorkommende Alge und gehört zu den Gelbgrünen Algen (Xanthophyceae).

## Beschreibung
Die Art bildet bis 15 Millimeter große, blass grün gefärbte kolonieartige Thalli von unterschiedlicher Form, sie können kugelig, blattartig oder unregelmäßig geformt sein. Diese wachsen zunächst immer auflagernd auf Hartsubstraten (benthisch), sie können sich im Alter ablösen und dann frei im Wasser treiben. Kolonien bestehen aus einem gemeinsamen Gallertlager mit je einzeln, zu zweien oder vieren zusammenlagernden eingelagerten Zellen, oft in stumpfen, oberflächlichen Höckerchen. Diese können kurz und warzenartig oder langzottig ausgebildet sein, gelegentlich sogar verzweigt. Die Zellen sind 7 bis 12 μm lang mit einem Durchmesser von 3 bis 8 μm, und oberflächennah, mit der langen Achse senkrecht zum Thallus, eingebettet. Sie sind meist ellipsoid geformt, können aber kugelförmige bis birnenförmige Gestalt annehmen und besitzen sehr dünne Zellwände. Jede Zelle enthält jeweils zwei oder mehr (bis zu acht) wandständige Chloroplasten ohne Pyrenoide, und meist Öltröpfchen.
Die Art vermehrt sich asexuell mittels Autosporen und beweglicher Zoosporen. Diese besitzen zwei Geißeln unterschiedlicher Länge, wobei die längere nach vorn gerichtet ist (Schleppgeißel). Sie entwickeln sich einzeln oder zu zweien aus vegetativen Zellen. Außerdem werden als Überdauerungsstadien dickwandige Akineten ausgebildet.

## Verbreitung und Lebensweise
Die Art ist aus einer Vielzahl von Lebensräumen angegeben, sie kommt sowohl in Fließgewässern wie auch in Seen und Teichen vor, wobei sie nährstoffreiches Wasser bevorzugt. Sie wird vor allem aus kalten Gewässern angegeben und vor allem im Winterhalbjahr gefunden. Bevorzugt wächst sie auf anderen Wasserpflanzen auf (epiphytisch). Die meisten Fundangaben stammen aus dem Norden Europas, es gibt aber Funde südlich bis Rumänien und Spanien. Daneben existieren Angaben aus Nordamerika (North Carolina), Australien und Neuseeland.

## Taxonomie
Die Gattung Chlorosaccus ist monotypisch. Die neben der Typspezies beschriebenen Arten Chlorosaccus concarnensis Bourrelly und Chlorosaccus ulvaceus Messikommer & Vischer gelten heute als Synonyme.